# Old Domestic Buildings, Rylane SAC
Old Domestic Buildings, Rylane SAC este o arie protejată (arie specială de conservare — SAC, sit de importanță comunitară — SCI) din Irlanda întinsă pe o suprafață de 13,9 ha, integral pe uscat.

## Localizare
Centrul sitului Old Domestic Buildings, Rylane SAC este situat la coordonatele 52°53′27″N 8°50′19″W / 52.89076°N 8.838521°V.

## Înființare
Situl Old Domestic Buildings, Rylane SAC a fost declarat sit de importanță comunitară în martie 2003 pentru a proteja un număr necunoscut de specii din flora spontană și fauna sălbatică aflate în arealul zonei. Situl a fost protejat și ca arie specială de conservare în aprilie 2016.

## Biodiversitate
Situată în ecoregiunea atlantică, aria protejată nu include niciun habitat protejat.
La baza desemnării sitului se află un număr nedeclarat de specii protejate.